# Оба (острів)
Амбае, також відомий як Аоба, Омба, Оба або Опа та раніше Острів прокажених, — острів у острівній державі Вануату в південній частині Тихого океану, розташований поблизу 15°30′S 167°30′E, приблизно за 310 кілометрів (165 морських миль) на північний-північний захід від столиці Вануату Порт-Віла. Це також найбільший діючий вулкан Вануату.

## Історія
Перше зареєстрований контакт з  європейцями відбувся з іспанською експедицією Педро Фернандеса де Кіроса навесні 1606 року.
Туманний вид Амбае з сусіднього Еспіріту-Санту, надихнуло на створення міфічного Балі-Хаї в «Оповіданнях південної частини Тихого океану» Джеймса Міченера.

## Географія
Грубі чорні базальтові камені складають його берегову лінію та поверхню в багатьох місцях, хоча ґрунти (там, де вони присутні) багаті. Острів, вкритий майже суцільною рослинністю; населені території мають великі сади, з плантаціями кокосових горіхів і какао, як правило, ближче до берега. Немає постійних джерел поверхневої води (річок, струмків чи озер), за винятком кратерних озер, які недоступні. Вода для всіх потреб людини надходить із цементованих колодязів або резервуарів, наповнених дощовою водою.
Клімат одночасно вологий тропічний з невеликими сезонними коливаннями. Середня річна температура на узбережжі 30 °C, на кальдері — 23 °C. Середньорічна кількість опадів коливається від 2500 до 3500 мм опадів. Сезон дощів триває з листопада по квітень.

## Орнітологія
Верхні схили острова були визнані birdfish International як важливе орнітологічне місце (IBA), оскільки вони є опорними популяціями горлиць, червоночеревих горлиць, пальмових лорікетів, кардинальних мізомеласів, медоїдів Вануату, FAN Ones, полінезійських триллерів, довгохвостих трилерів, смугастих веерохвостих, меланезійських мухоловок, буфф-бе. монархи, південний сорокопуд, білоокий вануатський та іржавокрилий шпаки.

## Вулкан
Амбае — це частина найбільшого (тепер об'ємного) вулкана Вануату Манаро Вуї, який підіймається на 1496 метрів над рівнем моря, або приблизно на 3900 метрів над дном моря.  Виверження пари та попелу почалося 27 листопада 2005 року, що призвело до небезпеки 2 рівня та підготовки до евакуації. 8 грудня 2005 року виверження стало сильнішим, витіснивши понад 3000 жителів острова Амбае в інші частини острова.
28 вересня 2017 року, після тижня зростання вулканічної активності до рівня 4, уряд Вануату наказав повністю евакуювати острів, де проживає близько 11 000 жителів. Попіл від виверження вкрив острів, вбиваючи посіви та забруднюючи повітря та воду.

## Демографія
Населення — меланезійці, хоча стародавні полінезійські домішки надали Ман-Амбае світлішого кольору обличчя та полінезійських мов. Релігійно Амбае є виключно християнським, розділеним на багато конфесій. Їх можна охарактеризувати за трьома етапами: початкові колоніально-місіонерські церкви (англіканська, католицька), євангельські деномінації другого етапу, часто американського походження (апостольська, церква Христа, асамблеї Бога), і новіші, менш ортодоксальні секти злиття/«єдності». Ця остання категорія включає багато низових груп, що походять із Вануату. Місіонерська діяльність ззовні (як і в усьому Вануату) продовжується, особливо від мормонів, які мають дедалі більше прихильників на Західному та Північному Амбае.
Населення амбае становить менш як 11 000, яке поділяється на 3–4 помітні мовні групи (мови північно-східного амбае з центром у районі Ломбаха, мова західного амбае з центром у Ндуіндуї та мова південного амбае з центром у Редкліффі). На острові немає значних міст, хоча центр провінції Пенама розташований у Сарататамі на Східному Амбае.

## Економіка і сільське господарство
Місцева економіка здебільшого немонетарна, грошовий прибуток від урожаю (від копри, какао та сушеної кави) використовується в основному на оплату школи та різноманітні товари, такі як мило, сіль, гас тощо. Зараз постійна робота в державному секторі, вчителями. Грошові перекази від працевлаштованих родичів у містах Санто чи Віла також вносять готівку в місцеву економіку.
Амбае обслуговується менш ніж 100 телефонними лініями, переважно на східній стороні. Він має два поштових відділення та відділення Національного банку Вануату в Саратаматі та Ндуіндуї, регулярне міжострівне сполучення кораблів і кілька рейсів Vanair на тиждень. Серед малих і середніх зовнішніх островів Вануату (тобто не Ефате, Санто, Танна чи Малекула), Амбае слід вважати одним із найбільш «розвинених».
Традиційне натуральне сільське господарство задовольняє потреби в продуктах харчування, тоді як більшість селян також займаються дрібним товарним рослинництвом. Часто вирощують у великих гірських садах (з великою кількістю опадів і безпечних від мандрівних свиней), основними культурами є таро, банан, ямс і маніок. Кумала (солодка картопля), овочі, фрукти та горіхи допомагають забезпечити чудову дієту, хоча іноді не вистачає білка. Без суттєвих рифів морепродукти є менш значущим джерелом білка порівняно з іншими островами Вануату і в будь-якому випадку недоступні для великого населення, що живе на великих висотах усередині країни.